# Cerkiew Narodzenia Pańskiego w Kijowie
Cerkiew Narodzenia Pańskiego – cerkiew prawosławna w Kijowie, wzniesiona w pierwszej połowie XIX wieku, zburzona przez władze stalinowskie w 1935, odbudowana w 2004. 

## Historia

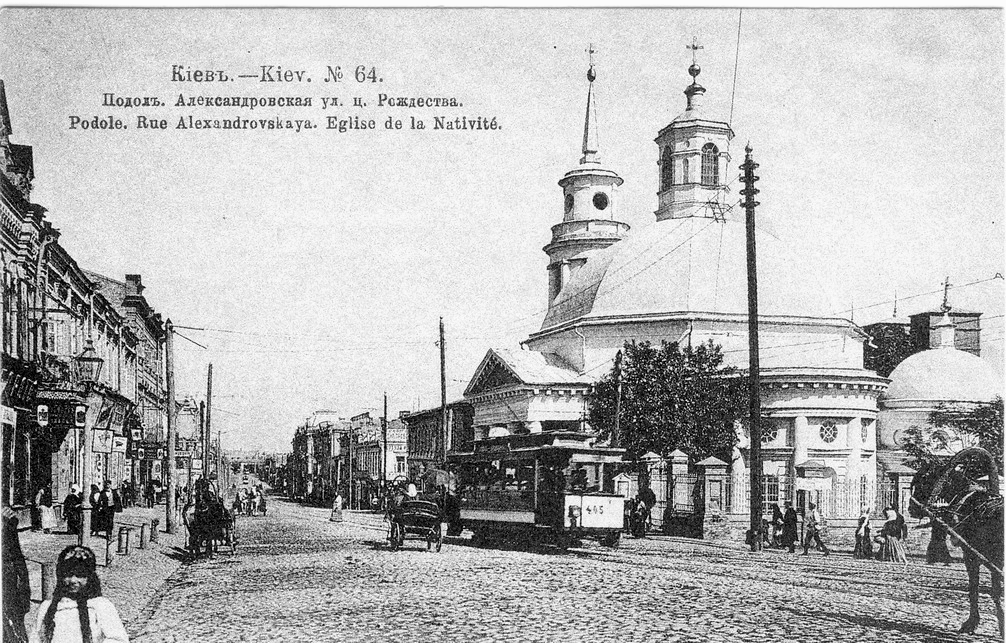
Cerkiew na początku XX w.

Cerkiew na kijowskim Placu Pocztowym istniała na pewno już w 1543. W latach 1808–1814 została de facto całkowicie przebudowana według projektu Andrija Mełenśkiego. W 1861, w czasie transportu ciała Tarasa Szewczenki z Petersburga do Kaniowa było ono wystawione w cerkwi 6 i 7 maja, kiedy miała miejsce uroczysta panichida z udziałem kilku tysięcy mieszkańców miasta. 
W 1935 na polecenie władz stalinowskich cerkiew została wysadzona w powietrze. Przetrwały jednak oryginalne projekty jej budowy, które pozwoliły na odbudowę obiektu w jego pierwotnej formie. W 2004 odbudowana świątynia zaczęła służyć wiernym Ukraińskiego Kościoła Prawosławnego Patriarchatu Kijowskiego. 14 stycznia 2005 Wiktor Juszczenko podarował dla świątyni ikonę Wniebowstąpienia Pańskiego.
Od 2018 cerkiew należy do Kościoła Prawosławnego Ukrainy.

## Architektura
Cerkiew reprezentuje styl klasycystyczny. Wejście do niej prowadzi przez portyk z tympanonem i szeregiem kolumn jońskich. Budynek z zewnątrz malowany jest na biało i żółto. Posiada dwie absydy oraz jedną kopułę z rzędem kolistych okien poniżej dachu i ozdobnym hełmem zwieńczonym krzyżem. Okna cerkwi w absydach są prostokątne, w pozostałych częściach obiektu – półkoliste. Od frontu znajduje się wieża-dzwonnica.

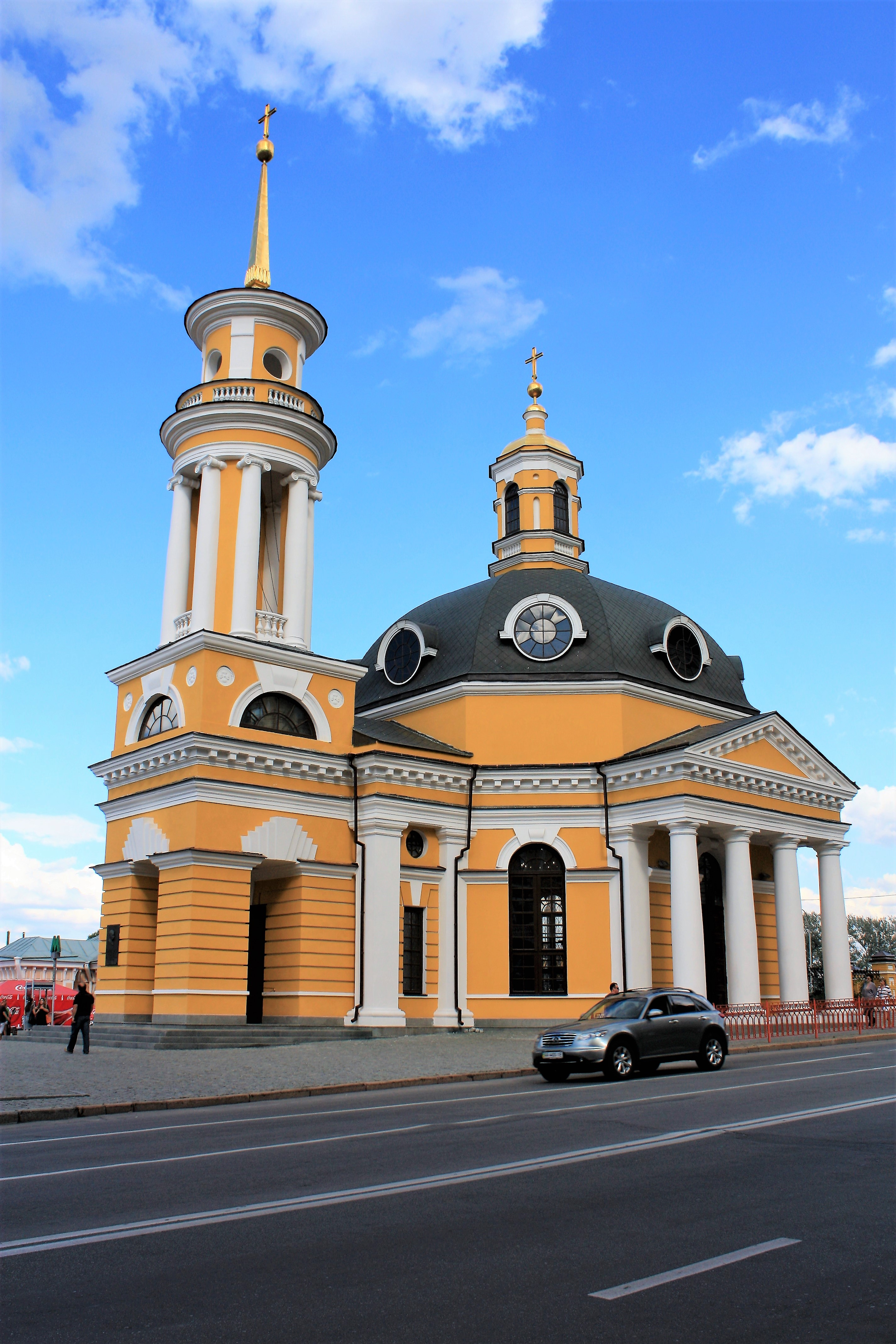
Widok ogólny cerkwi
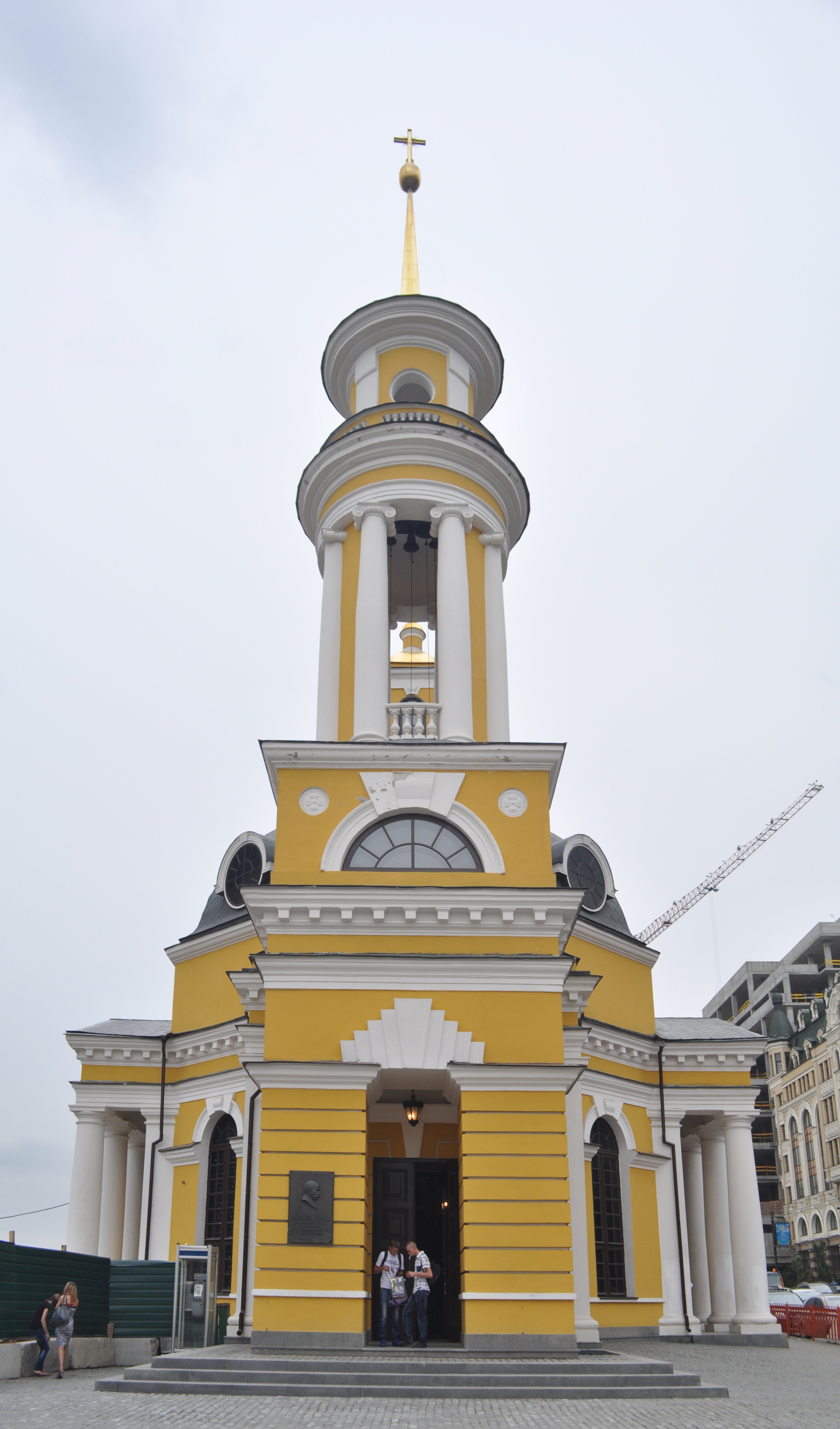
Cerkiew od frontu
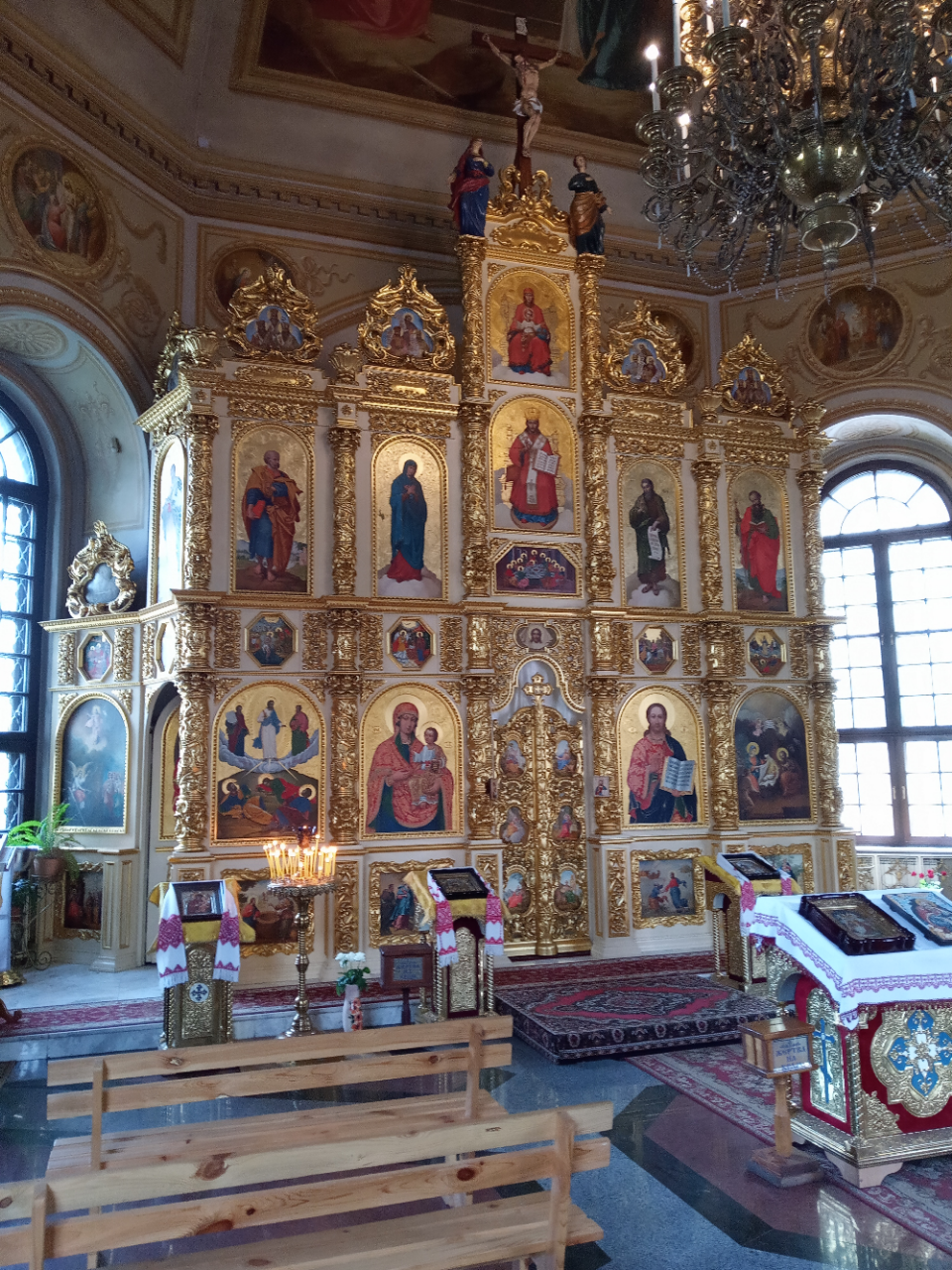
Ikonostas